# 邪神の天秤 警視庁公安分析班
『邪神の天秤 警視庁公安分析班』（じゃしんのてんびん けいしちょうこうあんぶんせきはん）は、麻見和史による推理小説。警視庁公安分析班シリーズの第1作。2021年3月5日に講談社ノベルス、同年12月15日に講談社文庫が発売された。
警視庁捜査一課十一係シリーズ（警視庁殺人分析班シリーズ）の鷹野秀昭が公安部へ異動し、公安のやり方に戸惑いながらも事件に挑む姿を描く。
2022年に、WOWOWで本作と警視庁公安分析班シリーズ第2作『偽神の審判 警視庁公安分析班』を原作とする『邪神の天秤 公安分析班』が放送された。

## 概要
本作とシリーズ第2作『偽神の審判 警視庁公安分析班』はテレビドラマ化を前提にして書かれた小説で、テレビドラマの企画段階からWOWOWの制作チームと麻見ら講談社チームが打ち合わせを行い、それを基にして執筆された。書籍の巻末には「企画協力 WOWOW連続ドラマW『邪神の天秤 公安分析班』制作チーム」と明記されている。
警視庁捜査一課十一係シリーズ（警視庁殺人分析班シリーズ）の鷹野秀昭が、捜査一課十一係から公安部へ異動したという設定。ただし、本作が刊行された時点の警視庁捜査一課十一係シリーズ最新作（第13作）『賢者の棘 警視庁捜査一課十一係』では、鷹野はまだ捜査一課十一係を離れていない。本作の鷹野は37歳、『賢者の棘』の鷹野は33歳。
シリーズ第2作『偽神の審判』とストーリーがつながっていて、事件の黒幕の正体は次作で明らかになる。

## あらすじ
9年前、警視庁刑事部捜査一課の鷹野秀昭は、相棒で後輩の沢木政弘を鍛えるため、挙動不審な男に一人で職務質問させる。しかし鷹野が目を離している間に、沢木は刺されて殉職する。事件は迷宮入りとなり、鷹野は沢木の姉・美香から責められる。事件発生当時、現場近くに公安部がいたという情報を得た鷹野は、公安部への異動を希望し、この春ついに配属が決定する。
鷹野が公安部へ来て5日目。赤坂で爆破テロが発生し、混乱に乗じて政治家の真藤健吾が殺される。遺体の臓器は取り出され、遺体のそばには右の皿に鳥の羽、左の皿に心臓が乗せられた天秤、そしてヒエログリフが彫られたプラスチックの板が置かれていた。捜査を開始した鷹野だったが、刑事部と公安部の捜査方法の違いに馴染めず失態を犯し、班長の佐久間一弘から「おまえには失望した」と言われてしまう。
個々のメンバーの能力は高いのにチームプレイは不得手な公安部に、鷹野は自分なら違うやり方で事件を解決できるのではと模索する。しかし赤坂事件の実行犯が捕まらないうちに、中野で大学教授の笠原繁信が殺されて近くに天秤が置かれる第2の事件が発生する。事件の裏には「鑑定士」と呼ばれる殺し屋の存在が見え隠れしていた。

## 登場人物

### 警視庁公安部公安第五課
鷹野秀昭（たかの ひであき）〈37〉
相棒の沢木政弘が殉職した事件の真相を調べるため、刑事部捜査第一課殺人犯捜査第十一係から公安部公安第五課に異動した。階級は警部補。
現場でたくさん写真を撮り、それを分析して筋読みを行う捜査手法を用いる。
趣味は100円ショップ見物。トマトジュースをよく飲む。
氷室沙也香（ひむろ さやか）〈39〉
佐久間班の主任。階級は警部補。
公安部12年目。常にクールで、優れた記憶力と観察力を持つ。
単独行動が多い公安部で鷹野とよく行動を共にすることから、鷹野からは佐久間が見張り役に使っていると疑われている。
佐久間一弘（さくま かずひろ）
班長。冷徹で頭脳明晰。神経質なところがあり、部下にも厳しい。
佐久間班メンバーで唯一、国枝には敬意を払って接している。
能見義則（のうみ よしのり）〈43〉
佐久間班の主任。階級は警部補。
佐久間の右腕。気が短く鷹野に強くあたるが、たまに有益なアドバイスをくれる。
国枝周造（くにえだ しゅうぞう）
佐久間班のメンバー。50歳前後。
校長先生のような雰囲気を持つ巡査長。監視システムに詳しい。だるま琉金という金魚を飼っている。
溝口晴人（みぞぐち はると）〈32〉
佐久間班のメンバー。階級は巡査。
公安部5年目。ノートパソコンを使って情報収集を行う。ピッキングができる。

### 警視庁刑事部
早瀬泰之（はやせ やすゆき）
捜査第一課殺人犯捜査第十一係の係長。階級は警部。鷹野の元上司。

### その他
真藤健吾（しんどう けんご）〈65〉
政治家。日本民誠党の幹事長。第1の事件「赤坂事件」の被害者。
森川聡（もりかわ さとし）〈36〉
真藤の私設秘書。
群司俊郎（ぐんじ としろう）〈48〉
日本国民解放軍の元メンバー。過去にテロ事件で使用された爆発物を製造したことで逮捕されている。
金子光照（かねこ みつてる）
群司の仲間。群司にアジトを提供する。
池田勝巳（いけだ かつみ）
群司の仲間。
塚本寿志（つかもと ひさし）〈37〉
東祥大学文学部の准教授。古代エジプト文明の研究者。
津村（つむら）
東祥大学の大学院生。
小田桐卓也（おだぎり たくや）
学習塾の講師。森川聡の知り合い。
森川章二（もりかわ しょうじ）〈65〉
森川聡の父。群馬県で農業を営む。妻と二人暮らし。
森川泰子（もりかわ やすこ）
森川聡の母。
阿矢地明星（あやち めいせい）〈57〉
宗教団体・世界新生教の教祖。
北条毅彦（ほうじょう たけひこ）〈30〉
世界新生教の中堅信者。妻と幼い息子がいる。沙也香のエス。
北条梓（ほうじょう あずさ）
北条毅彦の妻。毅彦が教団の信者であることや、沙也香と毅彦の関係を知らない。
笠原繁信（かさはら しげのぶ）〈60〉
明慶大学医学部の教授。第2の事件「中野事件」の被害者。

## 書誌情報
- 新書：2021年3月5日発売[2]、講談社ノベルス、ISBN 978-4-06-522791-6
- 文庫本：2021年12月15日発売[1]、講談社文庫、ISBN 978-4-06-525808-8

## テレビドラマ
『邪神の天秤 公安分析班』（じゃしんのてんびん こうあんぶんせきはん）のタイトルで、2022年2月13日から4月17日まで毎週日曜 22時 - 23時にWOWOW「連続ドラマW」枠で放送された。主演は青木崇高。原作は警視庁公安分析班シリーズ第1作『邪神の天秤 警視庁公安分析班』と第2作『偽神の審判 警視庁公安分析班』。
〈公安分析班〉は〈殺人分析班〉シリーズと同じ世界観を共有するユニバース作品である。〈殺人分析班〉シリーズ第3弾『蝶の力学 殺人分析班』で捜査一課十一係から公安部へ異動した鷹野秀昭のその後が描かれる。

### キャスト
- 鷹野秀昭 - 青木崇高[3]
- 氷室沙也香 - 松雪泰子[11]
- 能見義則 - 徳重聡[9]
- 国枝周造 - 小市慢太郎[9]
- 溝口晴人 - 福山翔大[9]
- 群司俊郎 - 松田洋治[12]
- 森川聡 - 斉藤祥太
- 塚本寿志 - 村井良大（少年期：小島健生）
- 真藤健吾 - 浅見小四郎
- 相羽隼人 - 青柳信孝
- 水沼英一 - 阿邊龍之介[13]
- 阿矢地明星 - 麿赤兒
- 北条梓 - 森田望智
- 北条毅彦 - 二ノ宮隆太郎
- 小田桐卓也 - 金井勇太
- 北条大地 - 白髭善[14]
- 笠原繁信 - 大原康裕
- 宮内仁美 / X - 瀧内公美[9]（幼少期：柴田なつ・磯村アメリ、少女期：小向なる）
- 赤崎亮治 - 奥野瑛太[9]
- 堤輝久 - 山路和弘
- 里村悠紀夫 - 中野剛[15]
- 早瀬泰之 - 渡辺いっけい[9]
- 相羽町子 - 菊地凛子[9]
- 神谷太一 - 段田安則[9]
- 佐久間一弘 - 筒井道隆[9]

#### ゲスト
第1話
- 真藤典子 - 五大路子（第7話）
- 森川聡 - 福本晟也（第2話）

第2話
- 大柴 - 利重剛
- 森川泰子 - 内田春菊
- 森川章二 - 佐藤誓
- 服部 - 松嶋亮太（第3話）

第4話
- 石倉毅 - 藤本隆宏
- 尾留川圭介 - 小柳友

第5話
- 宇佐美 - 渋川清彦（第6話）
- 長尾 - 伊能昌幸（第6話）

第7話
- 山種喜一 - 品川徹

第9話
- ヨシエ - 藤田弓子

### スタッフ
- 原作 - 麻見和史 『邪神の天秤 警視庁公安分析班』『偽神の審判 警視庁公安分析班』（講談社刊）
- 脚本 - 穴吹一朗、小山正太、成瀬活雄
- 音楽 - 諸橋邦行
- アソシエイトプロデューサー - 植田春菜
- プロデューサー - 松永綾、北川雅一
- 監督 - 内片輝、山室大輔、山本大輔
- 製作 - WOWOW、テレパック

### 放送日程
| 話数   | 放送日  | 監督     | 脚本              |
| ------ | ------- | -------- | ----------------- |
| 第1話  | 2月13日 | 内片輝   | 穴吹一朗          |
| 第2話  | 2月20日 | 内片輝   | 小山正太          |
| 第3話  | 2月27日 | 内片輝   | 穴吹一朗          |
| 第4話  | 3月06日 | 内片輝   | 穴吹一朗 小山正太 |
| 第5話  | 3月13日 | 山室大輔 | 穴吹一朗          |
| 第6話  | 3月20日 | 山室大輔 | 穴吹一朗 小山正太 |
| 第7話  | 3月27日 | 山本大輔 | 穴吹一朗          |
| 第8話  | 4月03日 | 内片輝   | 小山正太          |
| 第9話  | 4月10日 | 内片輝   | 成瀬活雄          |
| 最終話 | 4月17日 | 内片輝   | 小山正太          |

| WOWOW 連続ドラマW 日曜オリジナルドラマ       | WOWOW 連続ドラマW 日曜オリジナルドラマ            | WOWOW 連続ドラマW 日曜オリジナルドラマ         |
| 前番組                                       | 番組名                                            | 次番組                                         |
| -------------------------------------------- | ------------------------------------------------- | ---------------------------------------------- |
| だから殺せなかった （2022年1月9日 - 2月6日） | 邪神の天秤 公安分析班 （2022年2月13日 - 4月17日） | 松本清張「眼の壁」 （2022年6月19日 - 7月17日） |

## オーディオブック
2025年2月28日よりAudibleで配信された。ナレーターは大島昭彦。